# Šula
Šula este un sat din comuna Pljevlja, Muntenegru. Conform datelor de la recensământul din 2003, localitatea are 462 de locuitori (la recensământul din 1991 erau 592 de locuitori).

## Demografie
În satul Šula locuiesc 386 de persoane adulte, iar vârsta medie a populației este de 44,5 de ani (42,7 la bărbați și 46,0 la femei). În localitate sunt 169 de gospodării, iar numărul mediu de membri în gospodărie este de 2,73.
Această localitate este populată majoritar de sârbi (conform recensământului din 2003).
|  |

| Demografie | Demografie | Demografie |
| An         | Locuitori  | Locuitori  |
| ---------- | ---------- | ---------- |
|            |            |            |
|            |            |            |
|            |            |            |
|            |            |            |
| 1948       | 177        |            |
| 1953       | 291        |            |
| 1961       | 909        |            |
| 1971       | 1233       |            |
| 1981       | 995        |            |
| 1991       | 592        | 589        |
| 2003       | 547        | 462        |

| \| Componența etnică conform recensământului din 2003[2] \| Componența etnică conform recensământului din 2003[2] \| Componența etnică conform recensământului din 2003[2] \| Componența etnică conform recensământului din 2003[2] \| Componența etnică conform recensământului din 2003[2] \| \| ----------------------------------------------------- \| ----------------------------------------------------- \| ----------------------------------------------------- \| ----------------------------------------------------- \| ----------------------------------------------------- \| \| \| \| \| \| \| \| Sârbi \| Sârbi \| \| 339 \| 73,37% \| \| Muntenegreni \| Muntenegreni \| \| 115 \| 24,89% \| \| Musulmani \| Musulmani \| \| 1 \| 0,21% \| \| necunoscută \| necunoscută \| \| 0 \| 0% \| |              |  |     |        |
| Componența etnică conform recensământului din 2003 |              |  |     |        |
| |              |  |     |        |
| Sârbi | Sârbi        |  | 339 | 73,37% |
| Muntenegreni | Muntenegreni |  | 115 | 24,89% |
| Musulmani | Musulmani    |  | 1   | 0,21%  |
| necunoscută | necunoscută  |  | 0   | 0%     |